# La Casilla (Flores)
La Casilla es una localidad uruguaya del departamento de Flores.

## Ubicación
La localidad se encuentra situada en la zona suroeste del departamento de Flores, al sur del arroyo del Sauce, y sobre la ruta 23 km 187. Dista 18 km de la ciudad de Trinidad.

## Historia
La localidad surgió el 5 de enero de 1995, al ser inaugurado un plan de viviendas de MEVIR, en los predios adquiridos por la Intendencia de Flores para tales efectos. Su nombre proviene de un carromato con forma de casilla, en la que residía Eduardo Mac Eachen, administrador del campo de la Sucesión Sicardi.
En 1948 se fundó en la zona la Agrupación Agrícola La Casilla, siendo originariamente una colonia de pequeños agricultores, y que posteriormente recibió el nombre de Sociedad Fomento La Casilla.

## Población
Según el censo del año 2011, la localidad cuenta con una población de 181 habitantes.
| 93            | 181 | 181 |
| (Fuente: INE) |     |     |